# Estadio Athlone
El Estadio Athlone (en inglés: Athlone Stadium; en afrikáans: Athlone-stadion) es el nombre que recibe un recinto deportivo en Athlone en Cabo Flats en Ciudad del Cabo, Sudáfrica. Se utiliza sobre todo para los partidos de fútbol y es el estadio del equipo  Santos Cape Town (Santos Kaapstad). El estadio tiene capacidad para 34 000 personas y fue construido en 1972 .
El estadio fue ampliada en el período previo a la Copa Mundial de la FIFA 2010 con la intención de usarlo como un lugar de entrenamiento . El costo estimado de la actualización fue de 297 millones de Rands sudafricanos.